# Szudán az 1988. évi nyári olimpiai játékokon
Szudán a dél-koreai Szöulban megrendezett 1988. évi nyári olimpiai játékok egyik részt vevő nemzete volt. Az országot az olimpián 2 sportágban 8 sportoló képviselte, akik érmet nem szereztek.

## Atlétika
Férfi
| Versenyző           | Versenyszám | Előfutam | Előfutam | Előfutam | Elődöntő | Elődöntő | Elődöntő | Döntő   | Döntő    |
| Versenyző           | Versenyszám | Idő      | Hely.    | Össz.    | Idő      | Hely.    | Össz.    | Idő     | Helyezés |
| ------------------- | ----------- | -------- | -------- | -------- | -------- | -------- | -------- | ------- | -------- |
| Omer Khalifa        | 1500 m      | 3:41,46  | 5.       | 14.      | 3:38,40  | 3.       | 5.       | 3:41,07 | 12.      |
| Abdel Rahman Massad | 5000 m      | 15:50,91 | 18.      | 54.      | kiesett  | kiesett  | kiesett  | kiesett | kiesett  |
| Ahmed Musa Jouda    | 10 000 m    | 29:03,87 | 13.      | 26.      |          |          |          | kiesett | kiesett  |

## Ökölvívás
| Versenyző        | Versenyszám     | Selejtező                        | 32-es főtábla                        | Nyolcaddöntő                              | Negyeddöntő       | Elődöntő          | Döntő             | Helyezés |
| Versenyző        | Versenyszám     | Ellenfél Eredmény                | Ellenfél Eredmény                    | Ellenfél Eredmény                         | Ellenfél Eredmény | Ellenfél Eredmény | Ellenfél Eredmény | Helyezés |
| ---------------- | --------------- | -------------------------------- | ------------------------------------ | ----------------------------------------- | ----------------- | ----------------- | ----------------- | -------- |
| Peter Anok       | Harmatsúly      | Alekszandar Hrisztov (BUL) · 1:4 | kiesett                              | kiesett                                   | kiesett           | kiesett           | kiesett           | 33.      |
| John Mirona      | Pehelysúly      | erőnyerő                         | Ya'acov Shmuel (ISR) · RSC           | kiesett                                   | kiesett           | kiesett           | kiesett           | 17.      |
| Tobi Pelly       | Könnyűsúly      | erőnyerő                         | Kassim Traoré (MLI) · 0:5            | kiesett                                   | kiesett           | kiesett           | kiesett           | 17.      |
| Abdullah Ramadan | Nagyváltósúly   | erőnyerő                         | Pak Sihon (Park Si-Heon) (KOR) · RSC | kiesett                                   | kiesett           | kiesett           | kiesett           | 17.      |
| Mohamed Hammad   | Szupernehézsúly |                                  | erőnyerő                             | Kim Juhjon (Kim Yu-Hyeon) (KOR) · feladta | kiesett           | kiesett           | kiesett           | 9.       |

RSC – a mérkőzésvezető megállította a mérkőzést